# Legatus pro praetore

A szenátusi és császári provinciák 117-ben

A legatus pro praetore a Római Birodalom császárkorában egy senatusi kormányzás alatt álló provincia élén álló helytartó praetori rangú segítője volt. Rangja megegyezett a császári provinciát kormányzó legatus Augusti pro praetore rangjával, hatásköre azonban az övénél jóval szűkebb volt, mivel nem helytartó, hanem annak csak segítője volt. A forrásokban Diocletianus és I. Constantinus reformjaiig fordulnak elő.

## Kialakulása
A legatus pro praetore a legpontosabb megőrzője a köztársaságkori legatus egyik, a valaki mellé kiküldött segítő fajtájának. A másik fajta a követ volt. A legatus Augusti pro praetore tisztség viselőjével szemben azonban ez a tisztség megmaradt a helyben kormányzó proconsul segítőjének.

## Jogköre
Jogkörüket meghatározta a proconsul mellé kirendelt segítő voltuk. Kinevezésükkör figyelembe vették a proconsul kívánságát, megbízatásuk a helytartó megbízatásának lejártáig tartott. Számuk függött a provincia helyzetétől és a helytartó rangjától. Africa és Asia proconsulja mellett 3–3, a többi praetori rangú helytartó (propraetor) mellett 1–1 legatus pro praetore tevékenykedett, akik szigorúan alá voltak rendelve a helytartónak még akkor is, ha rangjuk megegyezett.
Tagjai voltak a helytartó tanácsának, közreműködtek az igazságszolgáltatásban, és mivel imperiumuk volt, a hadsereg vezetésében is. A két consularis tartományban önálló kerületet is igazgattak.